# 7,62 × 38 mm Nagant
Pour les articles homonymes, voir 7,62.

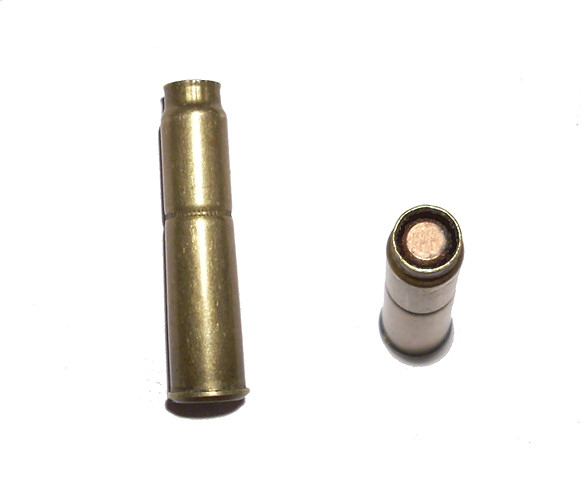
7,62 × 38 mm Nagant

Le 7,62 × 38 mm Nagant (en langue russe : :7,62×38 мм Наган) est un calibre russe conçu pour être tirée par le revolver belgo-russe Nagant 95. La cartouche présente la particularité de l'enserrement complet de la balle dans la douille. Cette cartouche à bourrelet a été fabriquée de 1895 à 1945 par les grandes cartoucheries européennes. Aujourd'hui elle n'est produite qu'en Italie avec une munition aux performance légèrement inférieures à celles de l'Armée russe. Sa désignation métrique est 7,62 x 38 R, synonymes : 7,62 mm Nagant russe, Patrone 2602 (r), GR 684.

## Données numériques
- Longueur 
  - cartouche : 38,6 mm
  - douille : 38,6 mm
- Balle 
  - diamètre réél : 7,80 mm
  - longueur :
- Masses 
  - balle militaire russe (1895) : 7 g (108 grains)
  - balle commerciale italienne (2008) : 6,3 g
  - cartouche : 12, 7 g
- Charge : 0,27 g de poudre sans fumée [Préciser]

## Données balistiques
- Cartouches militaires russes
  - Vitesse initiale : 295 m/s
  - Energie cinétique initiale : 305 joules
- Cartouches commerciales italiennes (fabrication années 2000)
  - Vitesse initiale : 260 m/s
  - Energie cinétique à 10 m de la bouche : 217 joules